# Aspres-sur-Buëch
Aspres-sur-Buëch – miejscowość i gmina we Francji, w regionie Prowansja-Alpy-Lazurowe Wybrzeże, w departamencie Alpy Wysokie.

## Demografia
Według danych na rok 1990 gminę zamieszkiwały 743 osoby, a gęstość zaludnienia wynosiła 17 osób/km². W styczniu 2015 r. Aspres-sur-Buëch zamieszkiwały 842 osoby, przy gęstości zaludnienia wynoszącej 19,7 osób/km².